# Neverbalna komunikacija
Neverbalna komunikacija je način kojim ljudi komuniciraju bez riječi, bilo namjerno ili nenamjerno. Neverbalno ponašanje se koristi za: izražavanje emocija, pokazivanje stavova, odražavanje osobina ličnosti i poticanje ili mijenjanje verbalne komunikacije .

## Neverbalni znakovi
Neverbalni znakovi uključuju:
- izraze lica
- ton glasa
- geste
- govor tijela (položaj tijela ili pokret)
- dodir
- pogled

Charles Darwin je vjerovao da je ljudsko izražavanje emocija univerzalno, tj. da svi ljudi na isti način izražavaju i tumače emocije izrazima lica. Istraživanja pokazuju da je Darwin bio u pravu za šest glavnih emocionalnih ekspresija: srdžba, sreća, iznenađenje, strah, gađenje i tuga.
Ton glasa, spuštanje ili podizanje glasa, ubrzani ili usporeni govor, naglašavanje pojedinih riječi, umetnute pauze i sl. služe nam za ostvarivanje svih navedenih funkcija kojima služi neverbalno ponašanje.
Kontakt očima i pogled su vrlo moćni neverbalni znakovi: širom otvorene oči i proširene zjenice pokazatelj su sviđanja, smještaj i duljina pogleda ukazuju na interes i emocije i pomaže nam u usklađivanju komunikacije s drugom osobom, skrivanje pogleda često je znak neiskrenosti, ali može biti i znak neugode.
Geste ili pokreti rukama također olakšavaju komunikaciju. 
Postoje razne vrste gesta:
- amblemi - neverbalne geste koje zamjenjuju verbalnu poruku (mogu se koristiti samostalno) i imaju dobro poznato značenje unutar određene kulture, no među kulturama mogu izazvati nesporazum.
- ilustratori - geste koje koristimo kako bi ilustrirali ili pojasnili verbalnu poruku i nemaju značenja ako ih se koristi samostalno.

Dodir pokazuje naklonost, bliskost, ugodnost i ponekad dominiranje. Određen je s tri faktora: stupnjem sviđanja i privlačnosti, stupnjem poznatosti i bliskosti, moći i statusom.
Korištenje osobnog prostora je neverbalno ponašanje koje uveliko varira među kulturama. Razlikujemo nekoliko zona:
- intimna zona - do 45 cm
- osobna zona (obitelj i prijatelji) - do 1,20 m
- socijalna zona (društveni i poslovni odnosi) - od 1,20 do 3 m
- javna zona (nepoznati) - više od 3 m

Držanje tijela - način na koji stojimo ili sjedimo može biti vrlo jasan pokazatelj onog što osjećamo. 
- Otvoreni položaj ruku i nogu = naklonost
- Prekrižene ruke i noge = oprez, nesigurnost

Izgled - odjeća koju imamo na sebi, frizura i stil služe nam za samopredstavljanje. Pokazuju kako sebe percipiramo i kako bismo voljeli da nas i drugi vide.

## Vanjske poveznice
- Neverbalna komunikacija[neaktivna poveznica]